# Гонсалес, Эмилиано
Эмилиа́но Гонса́лес Арке́с (кат. Emiliano González Arqués; 20 сентября 1969, Сантандер, Испания) — андоррский футболист, нападающий. C 2013 по 2017 годы — главный тренер клуба «Унио Эспортива Санта-Колома».
Выступал за клубы «Райо Кантабрия», «Эскобедо» и «Андорра». С 1998 года по 2003 год являлся игроком национальной сборной Андорры, за которую провёл 37 матчей и забил 3 гола.

## Биография

### Клубная карьера
В 1989 году стал игроком сантандерского клуба «Райо Кантабрия», который выступал в низших дивизионах Испании. Следующий сезон провёл в другой испанской команде «Эскобедо». С 1991 года по 2004 год являлся игроком «Андорры» из столицы одноимённого княжества. В Сегунде B Эмилиано Гонсалес провёл 102 матча и забил 13 голов.

### Карьера в сборной
10 октября 1998 года дебютировал в национальной сборной Андорры в отборочном матче чемпионата Европы 2000 против Украины (0:2), главный тренер Маноэл Милуир доверил отыграть Эмилиано весь поединок. 31 марта 1999 года в игре против России Гонсалес забил свой дебютный гол за Андорру, однако его команда уступила со счётом (1:6). Всего же в отборе на чемпионат Европы 2000 Гонсалес провёл 9 игр и забил 1 гол. В феврале 2000 года вместе с командой участвовал в турнире Ротманс, который проходил на Мальте.
В рамках квалификации на чемпионат мира 2002 Эмилиано Гонсалес вновь отличился забитым голом, 16 августа 2000 года в игре против Кипра. Встреча для андоррцев также завершилась поражением (2:3). Всего в отборочном турнире андоррец сыграл во всех 10 матча и забил 1 гол.
17 апреля 2002 года в товарищеском матче против Албании Эмилиано забил первый мяч в игре и помог обыграть соперника со счётом (2:0). В квалификации на чемпионат Европы 2004 Гонсалес сыграл в 7 встречах, выходя на поле также в качестве капитана.
Всего за сборную Андорры провёл 37 матчей и забил 3 гола.

### Тренерские клубы
В 2011 году являлся главным тренером команды «Принсипат». С 2013 года возглавляет «Унио Эспортива Санта-Колома».

## Достижения
- Серебряный призёр чемпионата Андорры (1): 2013/14
- Бронзовый призёр чемпионата Андорры (1): 2014/15
- Обладатель Суперкубка Андорры (1): 2016